# Gobierno Glavchev I
El gobierno Glavchev (en búlgaro: Правителството на Главчев) fue el gobierno de la República de Bulgaria en funciones desde el 9 de abril del 2024 hasta el 27 de agosto de 2024.

## Historia y coalición
Liderado por el primer ministro conservador Dimitar Glavchev, este gobierno ejerce el liderazgo del Estado hasta la celebración de elecciones anticipadas el 9 de junio de 2024. Como tal, no cuenta con el apoyo de ningún partido político.
Se forma tras el fracaso en la rotacion de gobierno y tras la dimisión del gobierno Denkov.
Sucede así al gobierno centrista de Nikolai Denkov, formado por una coalición entre Ciudadanos por el Desarrollo Europeo de Bulgaria (GERB) y Continuamos el Cambio - Bulgaria democrática (PP-DB). Juntos tenían 133 de 240, o el 55,4% de los escaños.

### Formación
El primer ministro Nikolai Denkov dimitió el 5 de marzo del 2024, como parte del acuerdo de un gobierno de rotación con Mariya Gabriel. El 18 de marzo fue ella la encargada de formar gobierno.
El 26 de marzo, el PP-DB y el GERB no lograron completar la rotación para formar un nuevo gobierno. Habiendo anunciado el PP-DB que, en caso de respuesta negativa del GERB, entregará su mandato en cuanto lo reciba, la perspectiva de nuevas elecciones se hacía cada vez más probable, Denkov devolvió el mandato tal como se acordó al día siguiente, tan pronto como lo recibió, El 28 de marzo, el presidente Rumen Radev confió el tercer y último mandato al partido Existe Tal Pueblo (ITN), el más pequeño de los partidos de la Asamblea Nacional, que inmediatamente devolvió el mandato tras recibirlo, provocando la celebración de nuevas elecciones.
Según la reforma constitucional de diciembre de 2023, el primer ministro del gobierno interino será siempre designado por el presidente de la República, pero este último sólo podrá elegir entre una lista predefinida de personalidades compuesta por el presidente de la Asamblea Nacional, el gobernador y vicegobernadores del Banco Central, el presidente y Vicepresidentes del Tribunal de Cuentas y el Defensor de los Derechos y su Suplentes. Los poderes del gobierno interino también son limitados y la Asamblea saliente permanece en su cargo hasta la elección de la nueva. El 30 de marzo, tras consultas, el presidente Rumen Radev dio instrucciones al presidente del Tribunal de Cuentas, Dimitar Glavchev, para que formara un gobierno interino antes del 6 de abril. El líder del GERB, Boyko Borissov, se opuso anteriormente al nombramiento de Glavchev y al presidente de la Asamblea Nacional Rossen Jeliazkov, esperando que el jefe de Gobierno elegido no procediera de las filas de su partido.Al mismo tiempo, el Parlamento modificó la ley para permitir que el presidente del Tribunal de Cuentas, sus vicepresidentes y el gobernador y los vicegobernadores del Banco Central pudieran tomar licencia sin sueldo para dirigir el gobierno interino y poder retomar sus funciones una vez que se termine el gobierno interino, mientras que la ley exige que los titulares no hayan servido en el gobierno durante los últimos tres años.
El gobierno prestó juramento el 9 de abril ante la Asamblea Nacional.

## Posesión

### Transición de poder y cambios iniciales en la Función Pública
El gobierno provisional de Glavchev prestó juramento oficialmente el 9 de abril de 2024, en presencia de la Asamblea Nacional.En los días posteriores a su investidura, los ministros interinos realizaron una serie de cambios dentro de la función pública. La ministra interina de Finanzas, Lyudmila Petkova, destituyó a la jefa de la Agencia de Aduanas, Petya Bankova, que fue detenida en relación con su supuesta participación en un grupo criminal organizado, y la reemplazó por Georgi Dimov. La jefa de la Inspección Financiera, Ilka Dimova-Mazgaleva, fue reemplazada de manera similar por Georgi Yordanov. 
Kalin Stoyanov, ministro interino del Interior, solicitó la destitución del secretario del Ministerio, Zhivko Kotsev. Posteriormente anunció que no tenía intención de nombrar un sustituto antes de las elecciones, lo que permitió al subsecretario Dimitar Kangaldzhiev asumir el cargo de secretario interino.El gabinete también experimentó una serie de cambios dentro del personal viceministerial. Un nombramiento de viceministro notable fue el del exministro de Gobierno Electrónico y Digitalización, Alexander Yolovski, como Viceministro de Gobierno Electrónico.
El 26 de abril, el gobierno anunció un cambio en varios ejecutivos de las provincias, incluido el Ejecutivo de Sofía.A finales de abril, el medio búlgaro Dnevnik informó que el gobierno de Glavchev había realizado 44 cambios en la función pública.

### Reorganización del gabinete
Sólo una semana después del nombramiento del gabinete, el primer ministro Glavchev solicitó la destitución de dos Ministros: el ministro de Asuntos Exteriores, Stefan Dimitrov, y el ministro de Alimentación y Agricultura, Kiril Vutev, a quienes acusó de no cumplir adecuadamente sus roles. En su lugar propuso al diputado del GERB Daniel Mitov como ministro de Asuntos Exteriores y al jefe del Fondo Estatal "Agricultura", Georgi Tahov, como ministro de Agricultura.
La reorganización del gabinete llevó al BSP y Renacimiento a presentar un voto de censura dudoso en términos de constitucionalidad contra el gobierno de Glavchev.El 19 de abril, Mitov confirmó oficialmente que rechazaba el cargo de ministro interino de Asuntos Exteriores.
El 20 de abril, Glavchev anunció que se había propuesto para el cargo de ministro interino de Asuntos Exteriores. El 22 de abril, Radev firmó oficialmente los cambios en el Gabinete provisional, reemplazando a Stefan Dimitrov por Dimitar Glavchev y Kiril Vutev por Georgi Tahov.

### Organización de las elecciones
Como gabinete provisional, una de las tareas era organizar las elecciones legislativas de 2024. En la sesión inaugural del gabinete, el primer ministro Dimitar Glavchev subrayó que la organización de "elecciones libres y justas" es la tarea principal de su gobierno.El 12 de abril, el gabinete se reunió con representantes de la Comisión Electoral Central para discutir la organización de las elecciones, prometiendo pleno apoyo. Durante esta reunión se anunció que el ministro de Transportes y Comunicaciones, Georgi Gvozdeykov, sería responsable de la comunicación interinstitucional sobre el tema electoral.El 29 de abril, Glavchev y otro ministro del gabinete participaron en la selección aleatoria de las instalaciones de votación automática que iban a ser inspeccionadas.

### Construcción de un centro de salud infantil en Sofía
El 30 de abril de 2024, el gabinete de Glavchev aprobó los planes para la construcción de un centro médico privado en Sofía, especializado en las necesidades médicas de los niños.La mayoría de los partidos representados en el parlamento y el presidente Radev se opusieron a la decisión, y los críticos argumentaron que la atención médica infantil era competencia del Estado. La reacción llevó a Glavchev a anunciar que el proyecto no se implementaría. El 7 de mayo, el Gobierno de Glavchev confirmó que seguiría adelante con la construcción de un hospital estatal para niños en Sofía, y que estaba prevista la demolición del área en la que se iba a construir el hospital.

## Gabinete Ministerial
Ciudadanos por el Desarrollo Europeo de Bulgaria      Continuamos el Cambio      Partido Socialista Búlgaro
     Independientes

### Primer ministro de la República de Bulgaria
| Fotografía | Primer ministro  | Período            | Período              | Partido | Partido |
| Fotografía | Primer ministro  | Inicio             | Fin                  | Partido | Partido |
| ---------- | ---------------- | ------------------ | -------------------- | ------- | ------- |
|            | Dimitar Glavchev | 9 de abril de 2024 | 27 de agosto de 2024 |         |         |

### Vice primera ministra de la República de Bulgaria
| Fotografía | Vice primera ministra | Período            | Período              | Partido | Partido |
| Fotografía | Vice primera ministra | Inicio             | Fin                  | Partido | Partido |
| ---------- | --------------------- | ------------------ | -------------------- | ------- | ------- |
|            | Lyudmila Petkova      | 9 de abril de 2024 | 27 de agosto de 2024 |         |         |

### Ministerios
| Ministerio                           | Fotografía | Titular            | Período             | Período              | Partido | Partido | Ref    |
| Ministerio                           | Fotografía | Titular            | Inicio              | Fin                  | Partido | Partido | Ref    |
| ------------------------------------ | ---------- | ------------------ | ------------------- | -------------------- | ------- | ------- | ------ |
| Agricultura, Alimentación y Bosques  |            | Kiril Vutev        | 9 de abril de 2024  | 22 de abril de 2024  |         | Ind     |        |
| Agricultura, Alimentación y Bosques  |            | Georgi Tahov       | 22 de abril de 2024 | 27 de agosto de 2024 |         | Ind     |        |
| Asuntos Exteriores                   |            | Stefan Dimitrov    | 9 de abril de 2024  | 22 de abril de 2024  |         |         |        |
| Asuntos Exteriores                   |            | Dimitar Glavchev   | 22 de abril de 2024 | 27 de agosto de 2024 |         |         |        |
| Cultura                              |            | Nayden Todorov     | 9 de abril de 2024  | 27 de agosto de 2024 |         | Ind     |        |
| Defensa                              |            | Atanas Zapryanov   | 9 de abril de 2024  | 27 de agosto de 2024 |         |         |        |
| Desarrollo Regional y Obras Públicas |            | Violeta Koritarova | 9 de abril de 2024  | 27 de agosto de 2024 |         | Ind     |        |
| Economía e Industria                 |            | Petko Nikolov      | 9 de abril de 2024  | 27 de agosto de 2024 |         | Ind     |        |
| Educación y Ciencia                  |            | Galin Tsokov       | 6 de junio de 2023  | 27 de agosto de 2024 |         | Ind     |        |
| Energía                              |            | Vladimir Malinov   | 9 de abril de 2024  | 27 de agosto de 2024 |         | Ind     |        |
| Finanzas                             |            | Lyudmila Petkova   | 9 de abril de 2024  | 27 de agosto de 2024 |         | Ind     |        |
| Gobernanza Electrónica               |            | Valentin Mundrov   | 9 de abril de 2024  | 27 de agosto de 2024 |         | Ind     |        |
| Innovación y Crecimiento             |            | Rosen Karadimov    | 9 de abril de 2024  | 27 de agosto de 2024 |         |         |        |
| Interior                             |            | Kalin Stoyanov     | 6 de junio de 2023  | 27 de agosto de 2024 |         | Ind     |        |
| Justicia                             |            | Mariya Pavlova     | 9 de abril de 2024  | 27 de agosto de 2024 |         | Ind     |        |
| Juventud y Deportes                  |            | Georgi Glushkov    | 9 de abril de 2024  | 27 de agosto de 2024 |         | Ind     |        |
| Medio Ambiente y Aguas               |            | Petar Dimitrov     | 9 de abril de 2024  | 27 de agosto de 2024 |         | Ind     |        |
| Salud                                |            | Galya Kondeva      | 9 de abril de 2024  | 27 de agosto de 2024 |         | Ind     |        |
| Transportes y Comunicaciones         |            | Georgi Gvozdeykov  | 6 de junio de 2023  | 27 de agosto de 2024 |         |         | [ 40 ] |
| Turismo                              |            | Evtim Miloshev     | 9 de abril de 2024  | 27 de agosto de 2024 |         | Ind     |        |